# Alexander Ritschl
Alexander Georg Wilhelm Ritschl (* 18. August 1861 in Bonn; † 6. Januar 1945 in Freiburg (Breisgau)) war ein deutscher Chirurg und Orthopäde.

## Leben
Der Sohn des evangelischen Theologen Albrecht Ritschl legte in Göttingen das Abitur ab und studierte Medizin bis zur Promotion 1887 an der Universität Göttingen. Als Assistenzarzt ging er nach Freiburg und habilitierte sich 1891 für Chirurgie. Dort gründete er das Institut für Orthopädie, das er bis 1924 leitete. 1896 wurde er zum ao. Professor, 1920 Honorarprofessor. Danach leitete er ein Privatinstitut. Im März 1933 unterzeichnete er die Erklärung von 300 Hochschullehrern für Adolf Hitler. Auch befasste er sich mit medizinischen Aspekten des Klavierspiels.

## Schriften
- Amputationen und Ersatzglieder an den unteren Gliedmassen. Enke, Stuttgart 1915.
- Turnen und Volkskraft unter besonderer Berücksichtigung des Frauenturnens. Vortrag. 1915.
- Was sollte man von Bau und Tätigkeit des menschlichen Bewegungsapparates wissen? Göttingen 1919.